# Вики
Вики (енгл. Wiki) је врста веб-сајта (или колекција веб-страница), дизајнирана тако да омогући било коме ко јој приступи да допринесе и уређује садржај који се у њој налази. Користећи читач веба и поједностављену синтаксу, тзв. вики синтаксу, корисници викија могу да додају, мењају и унапређују садржај без већих техничких знања. Викији се користе за креирање сајтова у којима ће доприносити већи број људи, односно чији је циљ стварање онлајн заједнице сарадника који имају одређени заједнички циљ. Истакнут пример и један од најпознатијих викија је слободна енциклопедија Википедија. Викији се такође користе у пословним организацијама као системи за управљањем знањем и информацијама које те организације поседују. Вард Канингам, развијач првог вики софтвера WikiWikiWeb, описао је вики као „најједноставнији вид онлајн базе података која би могла ефикасно да функционише“
WikiWikiWeb серверска технологија, омогућава креирање асоцијативних хипертекстова са нелинеарном структуром навигације. Типично, свака страница садржи серију унакрсних веза са другим страницама. Читалац одлучује коју следећу страницу жели да види. У случајевима где викији са већом количином садржаја користе хијерархијске структуре за навигацију, те структуре опет играју секундарну улогу.
Користећи викије, техничке потешкоће и техничко знање неопходно за комуникацију у WWW-у (на вебу) су сведени на минимум. Основна карактеристика вики технологије је да омогући брзо и лако уређивање текстова, практично у реалном времену. Уношење и форматирање текста се обично изводи преко неколико једноставних правила.
Корисници викија немају потребу за додатним софтвером, пошто могу да прегледају, читају, или уређују садржај директно преко свог веб читача. Не постоји потреба за напорним вежбањем и учењем компликоване синтаксе, како би се учествовало у раду на викију. Једноставност софтвера је услов који је многим заједницама омогућио брз развој различитих пројеката. Осим чињенице да је вики технологија сама по себи занимљива, такође је занимљива „вики филозофија” и дискусије које су настале као последица употребе викија за различите пројекте.

## Технологија
Вики софтвер се инсталира као скрипта на серверу. Сервер конструише мале документе, тзв. вики странице или чланке, којима се приступа преко веб читача. Сам садржај вики странице је уписан као сиров текст без формата и снимљен у датотеку или базу података. Када се приступи једној вики страници на Интернету, читач веба шаље упит серверу који администрира скупове података који садрже вики софтвер. Ти подаци, који су у облику обичног текста без формата, треба да буду форматирани (обликовани) за приказ у веб читачу.
Како би се то извело, вики скрипта преводи текстуалну датотеку (вики кôд) или податке у HTML и усађује га у веб-страницу (шаблон), која се шаље назад веб читачу. На пример, вики скрипта може бити у језику PHP који чита сирове податке из базе података MySQL. Свака линија тих сирових података се проверава и специфичне команде које линије садрже, замењују се одговарајућим HTML кодом. Тако креирана страница се интегрише у шаблон који дефинише коначни изглед странице. Свака вики страница има своје, посебно име, којим се сугерише тема која се у њој обрађује. Осим тога, ту је обично и мени за навигацију, као и специфичне везе од којих је најбитнија »уреди«.
Кликтањем на „уреди” шаље се упит у сервер. Иста страница као и у претходном примеру се учитава, само овог пута садржај се не претвара у формат HTML-а, него се приказује у сировом облику у HTML формулару или у пољу за уређивање. Корисник тада може уређивати и мењати садржај странице или чланка и послати нову верзију која истог тренутка после снимања, замењује стару у бази података.

## Назив и концепт
Вики (од хавајског „вики вики” што значи „брзо”) је врста веб сајта који се мења на драстично различит начин од уобичајеног. Наиме, информације које се налазе на вики сајтовима може да мења сваки посетилац. Постоје викији на којима је неопходно за то бити регистрован, али на некима ни то није потребно. Интегритет информације чува се тиме што свака страница чува историју промена тако да је врло лако вратити стару верзију странице ако се на њој деси нека непожељна промена, као и могућношћу потпуног и прецизног надгледања свих промена на викију (или само на одређеним страницама). Мада на први поглед изгледа да овај концепт има доста мана, осмогодишње битисање првог викија показало је да је он успешан. Он омогућава веома брз раст информација и до сада непостојеће могућности за сараднички рад. Уз нешто мању сигурност информација, долазе већа неутралност, корисност и квалитет.

## Историја
WikiWikiWeb је био први вики. Вард Канингхам је почео да развија WikiWikiWeb у Портланду, Орегон, 1994. године, а инсталирао га је на интернет домену c2.com 25. марта 1995. Име му је дао Канингем, који се сећао да му је један шалтерски службеник на Хонолулу међународном аеродрому рекао да узме „Вики Вики шатл" аутобус који саобраћа између терминала аеродрома. Према Канингему, „Одабрао сам вики-вики као алитеративну замену за 'брзо' и на тај начин избегао да ове ствари именујем брзи веб."
Канингем је делимично био инспирисан епловом HyperCard картицом, коју је користио. HyperCard је, међутим, била једнокорисничка. Епл је дизајнирао систем који омогућава корисницима да креирају виртуелне „складове картица” који подржавају везе између различитих картица. Канингам је развио идеје Ваневара Буша дозвољавајући корисницима да „коментаришу и мењају текст једни другима.“ Канингам каже да су његови циљеви били да повеже искуства људи како би створио нову литературу за документовање образаца програмирања и да би искористио људску тежњу да се изражавају технологијом с којом ће се осећати пријатно и они који нису навикли да „уређивање“.
Википедија је постала најпознатији вики сајт, покренут у јануару 2001. године, и ушао у првих десет најпопуларнијих веб сајтова 2007. Почетком 2000-их (деценија), викији су све више прихватани у предузећима као софтвер за сарадњу. Уобичајена употреба је укључивала комуникацију пројекта, интранете и документацију, у почетку углавном за техничке кориснике. Неке компаније користе викије као једини софтвер за сарадњу, и као замену за статичне интранете, а неке школе и универзитети користе викије за побољшање групног учења. Могуће је да постоји већа употреба викија иза заштитних зидова него на јавном Интернету. Дана 15. марта 2007, реч вики је наведена у онлајн верзији Оксфордског речника енглеског језика.

## Алтернативне дефиниције
Током касних 1990-их и раних 2000-их, реч „вики” се користила за означавање и веб локација које могу уређивати корисници и софтвера који их покреће; последња дефиниција је још увек повремено у употреби. Вики изумитељ Вард Канингам написао је 2014. да реч „вики“ не треба да се користи за означавање једне веб локације, већ радије на масу страница или сајтова које могу да уређују корисници, тако да једна веб локација није „вики“ већ „инстанца викија“. Написао је да концепт вики федерације, у којој се исти садржај може хостовати и уређивати на више од једне локације на начин сличан дистрибуираној контроли верзија, значи да концепт једног дискретног „викија“ више нема смисла.